# 전음부

전음부의 로고

전음부(일본어: 電音部, DEN-ON-BU)는 반다이 남코 엔터테인먼트의 사운드 엔터테인먼트 브랜드 「ASOBINOTES」를 중심으로 한 복수의 기업이 전개하고 있는 음악 원작 캐릭터 프로젝트이다.

## 개요
2020년 6월 28일 개최된 「ASOBINOTES ONLINE FES」에서 프로젝트의 시동이 발표되었다. 캐릭터 디자인은 일러스트레이터인 Mika Pikazo가 담당. 컴포저에는 실제 클럽 씬에서 활약하고 있는 인물을 다수 기용하고 있다. 또, 본작은 반다이 남코 연구소가 연구·개발하고 있는, 게임 AI와 xR 기술을 조합한 라이브 퍼포먼스 시스템 「ELMIRAIVE AX(BanaDIVE AX)」가 활용되고 있다.